# Lorenzo Strozzi

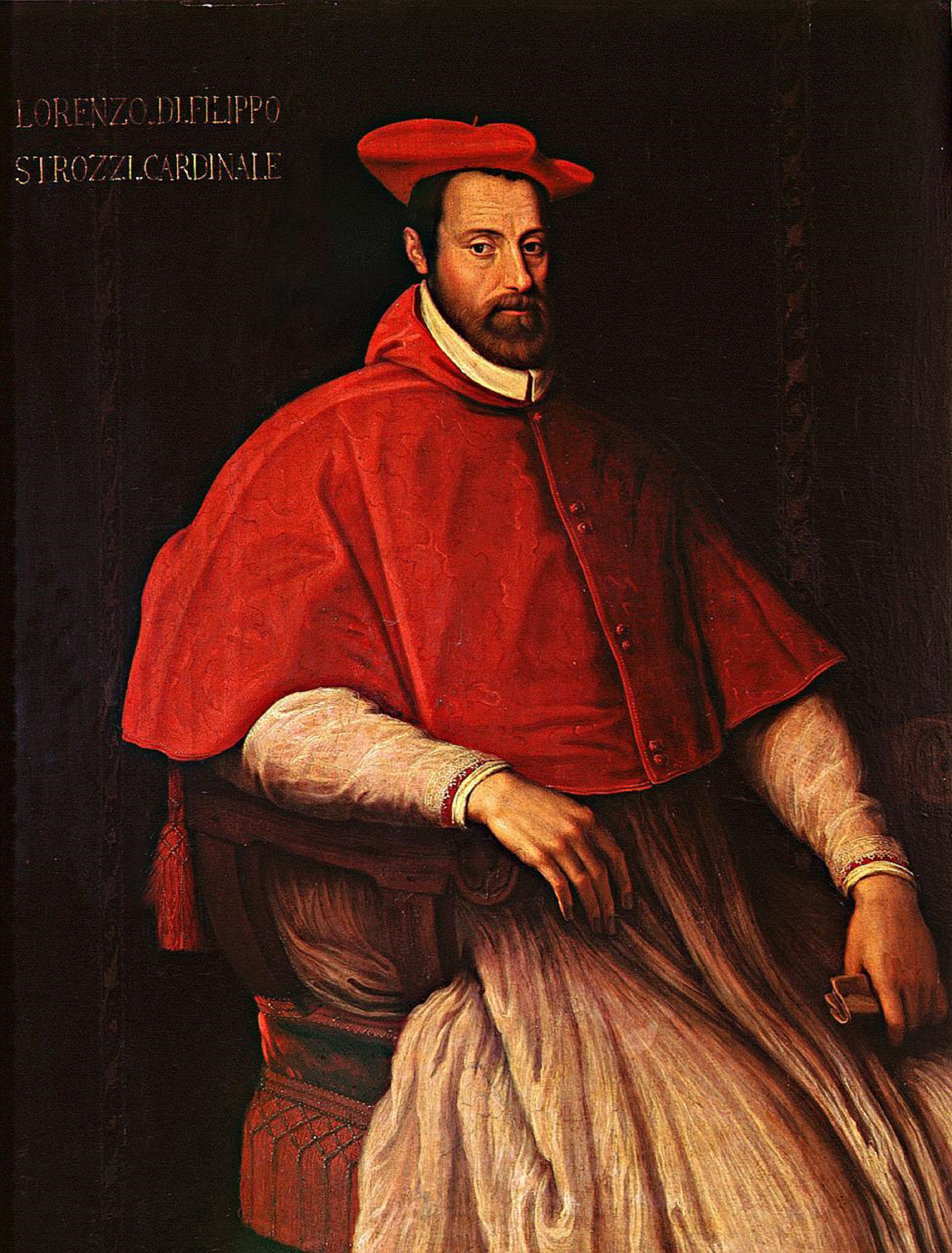
Kardinal Lorenzo Strozzi (Porträt, 16. Jh.)

Lorenzo Strozzi (auch Laurent d’Estrosse; * 3. Dezember 1523 in Florenz; † 14. Dezember 1571 in Avignon) war ein italienischer Geistlicher, Bischof und Kardinal der Römischen Kirche.

## Leben

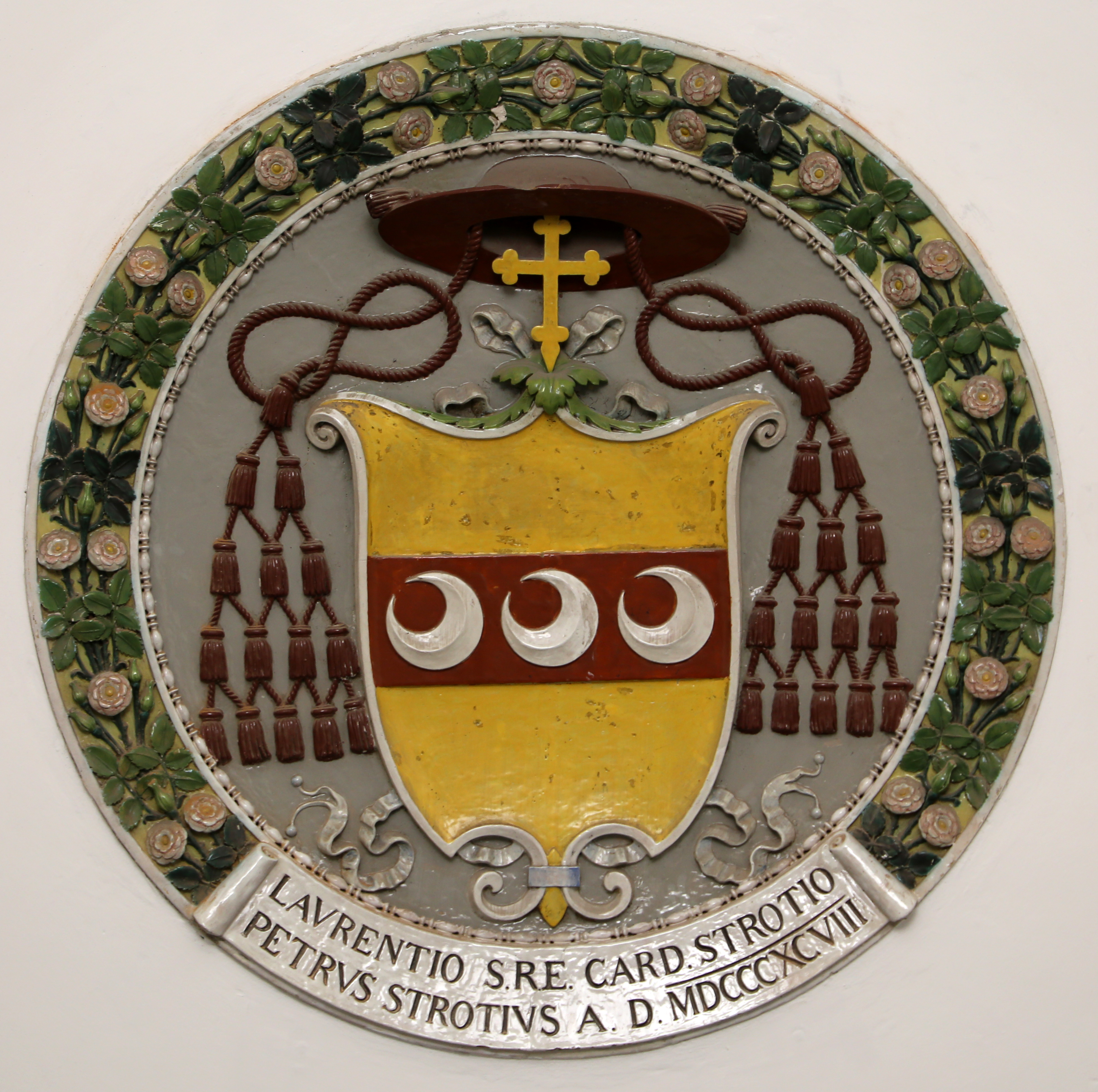
Kardinalswappen im Palazzo Strozzi, Florenz, von 1898

Er war der Sohn von Filippo Strozzi dem Jüngeren und Clarice de’ Medici, einer Nichte von Papst Leo X. und Tante von Caterina de’ Medici, Königin von Frankreich. Nach seiner frühen Bildung durch Benedetto Varchi studierte er an der Universität Padua die Rechte. Er trat in den französischen Militärdienst ein und wurde Hauptmann. Im Languedoc kämpfte er unter König Heinrich II. gegen die Hugenotten. Seine Cousine Caterina de’ Medici, Königin von Frankreich, brachte ihn dazu, eine geistliche Laufbahn einzuschlagen. Er wurde Staatsrat sowie Kommendatarabt von Saint-Victor in Marseille und von Santa Maria di Staffarda.
Der französische König ernannte ihn zum Bischof von Béziers. Er wurde am 7. Dezember 1547 vom Papst bestätigt und empfing am 8. Juni 1550 in Paris die Bischofsweihe. Im Konsistorium vom 15. März 1557 erhob Papst Paul IV. ihn zum Kardinal. Den roten Kardinalshut und die Ernennung zum Kardinalpriester mit der Titelkirche Santa Balbina erhielt er am 20. September 1557. Er war Teilnehmer des Konklave 1559, das Pius IV. zum Papst wählte. Auf die Leitung des Bistums Béziers verzichtete er vor dem 9. Mai 1561, an dem er zum Administrator des Erzbistums Albi ernannt wurde. Noch 1561 resignierte er auf die Abtei Saint-Victor in Marseille. Am Konklave 1565–1566, aus dem Pius V. als Papst hervorging, nahm er nicht teil. Am 6. Februar 1568 wurde er Erzbischof von Aix und resignierte vor dem 8. Februar desselben Jahres auf das Erzbistum Albi.
Lorenzo Strozzi starb 1571 in Avignon und wurde in der dortigen Kirche Saint-Agricol beigesetzt.